# 8523 Буйябесс
8523 Буйябесс (8523 Bouillabaisse) — астероїд головного поясу, відкритий 8 серпня 1992 року.
Тіссеранів параметр щодо Юпітера — 3,543.